# Dodge Diplomat
De Dodge Diplomat was een automodel uit de Middenklasse van het Amerikaanse merk Dodge. Het model volgde in 1977 de Dodge Coronet op en werd in 1989 zelf opgevolgd door de Dodge Dynasty en de Dodge Monaco. De Diplomat was vrijwel identiek aan de Chrysler LeBaron uit dezelfde periode en de Plymouth Gran Fury uit 1982. Tussen 1980 en 1981 werd het model ook in Mexico verkocht als de Dodge Dart en in Colombia als de Dodge Coronet.

## Voorgeschiedenis
Van 1950 tot 1954 werd de naam Diplomat gebruikt om de 2-deur hardtops van Dodge te duiden. Tussen 1946 en 1961 werd de naam ook gebruikt voor de exportversies van DeSoto. Van 1975 tot 1977 was Diplomat de naam van een optiepakket voor de 2-deur hardtopversie van de Royal Monaco.

## Geschiedenis
In 1977 werd de Diplomat geïntroduceerd als een apart model, gebaseerd op de Dodge Aspen uit 1976. Er waren drie varianten; een coupé, een sedan en een stationwagen. De Diplomat was via Chryslers M-platform nauw verwant met onder andere de Chrysler Fifth Avenue en de Dodge Aspen, die op het verwante F-platform stond. Hierdoor waren veel onderdelen uitwisselbaar tussen de verschillende modellen.
Na het schrappen van de St. Regis in 1981 werd de Diplomat, een middenklasser, Dodge' grootste sedan. Pas met de Dodge Monaco kreeg het merk in 1990 weer een model in de topklasse. In 1982 verdwenen de coupé- en de stationwagenversie van de Diplomat en werd de Canadese Plymouth-versie geïntroduceerd in de VS. Doorheen de jaren 1980 bleven de verkoopcijfers achteruitgaan. Tegen het einde van het decennium werd het model vooral gekocht door organisaties als taxibedrijven en de politie. Uiteindelijk werden de Diplomat en aanverwante modellen geschrapt in 1989. Opvolging kwam van de grotere Monaco en de kleinere Dynasty, die een jaar eerder was gelanceerd.

## Technisch
De Dodge Diplomat kwam standaard met een 3,7 liter 6-in-lijnmotor en kon ook bekomen worden met een V8 van 5,2 of 5,9 liter. De motor kon gekoppeld worden aan een manuele vierversnellingsbak of een automaat met drie versnellingen. De I6 met de manuele overbrenging was de zuinigste combinatie met een verbruik tussen 8 en 13 liter per 100 km. Begin 1984 werden alle keuzemogelijkheden geschrapt en was de Diplomat enkel met de 5,2 l V8 en de automaat verkrijgbaar.